# 中韩渔业冲突
中韩渔业冲突是中国和韩国在双方有争议的专属经济区上争夺渔场资源爆发的冲突。

## 背景
在黄海，总面积38万平方公里的海域中应划归中国管辖的有25万平方公里，但在海域划界问题上，韩国主张等距线为界。按此方案，韩国可多划18万平方公里，中国与韩国存在着18万平方公里的争议海区。双方的划界并不清楚。
2001年，两国签订的《中韩渔业协定》，其中划定了“暂定措施水域”，由双方采取共同的养护和管理措施。对违反规定者，双方按各自的国内法处理本国渔船。
2006年，主导签订《中韩渔业协定》的负责人李滨被中国国家安全部门揭露是一个被韩国情报机构收买的间谍，他曾在外交部亚洲司任要职，2001年后出任驻韩大使。
《中韩渔业协定》签署前，按国际海洋法公约，中韩双方都有200海里专属经济区，重叠部分双方渔民都可捕鱼。由于中国人口远多于韩国，因此中国实际海洋资源需求比韩国多得多。《中韩渔业协定》看似公平，但该协议签署后使得中国在黄海的人均渔业资源远少于韩国。中国人口多，需要的捕鱼量大，该协议签署后，原本可以共同开发的海域分别划入中韩两国，造成渔民不能到对方一侧捕鱼，只能在近海捕捞，看似限制了两国渔民，但由于人口数量差异，韩国渔民少受影响不大，中国渔民多，可作业范围减少，造成近海渔业资源枯竭。

## 历史
- 2004年7月8日，中国渔船被韩国货轮撞沉，一人死亡。[2]
- 2008年4月7日，中国渔船被韩国货轮撞沉，6人失踪。[3]9月23日，木浦海洋警察署3003号舰在盘查中国船只时，4名海警遭中国渔民监禁殴打致伤，最后以“交换人质”方式获释。9月25日，1名韩海警在强行登船时被中国船员用钝器击中落水身亡。12月14日，韩海警在登船检查时遭船员铁棍袭击。[4]
- 2010年9月1日，中国渔船被韩国商船撞沉，8人失踪。[5]
- 2010年12月18日，韩国巡逻舰冲撞中国渔船，造成一死一伤。[6]
- 2010年12月28日，中国渔船被韩国商船撞沉，一人失踪。[7]
- 2011年11月16日，辽宁渔民因近海遭污染被迫闯入韩国海域捕鱼。[8]
- 2011年12月12日，中国渔船船长涉嫌刺死1名韩国海警。[9]
- 2012年10月16日，下午3点左右在韩国全罗南道西北方向90km海域，木浦海洋警察署所属“3009”舰在未定专属经济区发现了正在非法捕鱼的30余艘中国渔船，并进行了驱逐。在此过程中，海警与中国渔民发生冲突。韩国海警发射了5发橡皮弹，导致1名中国渔民死亡。
- 2015年12月8日，当地时间14时46分许，韩海军在韩国西部海域白翎岛以东海域发现一船只越过半岛西部海域北方界线约1.8公里，韩军用无线电进行了6次喊话，随后示警射击。最初韩军推测是朝鲜船，后来确认系中国渔政船。
- 2016年9月29日，韩国海警打碎渔船玻璃，向锁住的密闭驾驶室投掷3枚爆音弹，造成3名中国渔民死亡，并且渔船着火。
- 2016年10月7日，中国渔船撞沉韩国海警船。
- 2016年11月1日，在韩国仁川市小青岛西南方91公里处，韩国海警用M60机关枪对中国渔船射出600至700发子弹（实弹），抓捕两艘中国渔船。